# The Shadow (seriado)
The Shadow é um seriado estadunidense de 1940 realizado pela Columbia Pictures, sendo o 9º dos seus 57 seriados. Dividido em 15 capítulos,foi dirigido por James W. Horne e estrelou Victor Jory e Veda Ann Borg, veiculando nos cinemas estadunidenses a partir de 2 de janeiro de 1940. Baseia-se na clássica série de rádio e revistas, apresentando o personagem The Shadow, criado por Maxwell Grant (pseudônimo de Walter B. Gibson).

## Sinopse
Black Tiger, um misterioso vilão com poder de invisibilidade, tenta tomar a cidade, e Shadow tenta detê-lo.

## Elenco
- Victor Jory … Lamont Cranston/The Shadow. Victor Jory "visual e audivelmente transmitiu a imagem desejada de Cranston  (o “homem misterioso”) com mais credibilidade do que qualquer outro ator da época".[4]
- Veda Ann Borg … Margo Lane. Borg interpretou Margo Lane com ousadia e leve cinismo, em uma partida de sua sofisticação urbana no programa de rádio e revistas[4]
- Roger Moore ... Harry Vincent
- Robert Fiske … Stanford Marshall
- J. Paul Jones … Sr. Turner
- Jack Ingram … Flint
- Edward Peil Sr. … Inspetor Joe Cardona
- Philip Ahn … Wu Yung
- Charles King ... Russell
- Tom London … Motorista do Hi-jacked Truck
- Jack Perrin ... Mecânico do avião (não-creditado)
- Rex Lease .. Capanga na garagem (não-creditado)
- Franklyn Farnum ... Sparks (não-creditado)

## Efeitos especiais
Os efeitos especiais foram feitos por Ken Strickfaden.	

## Lançamento

### Cinemas
The Shadow foi lançado em 1º de junho de 1940, 25º aniversário de Veda Ann Borg. Há controvérsias quanto à data de lançamento, e defende-se, algumas vezes, a data de première em 2 de janeiro e a data de estréia em 5 de janeiro de 1940

## Crítica
A opinião sobre o seriado, em especial no tocante à adaptação das revistas, é variada. Harmon e Glut o criticam. A filmagem de The Shadow em ambientes iluminados enfraquece o mistério e a ameaça do personagem. A qualidade do roteiro é também posta em causa pela sua falta de imaginação e pelo fato de que o herói aparece para sobreviver a cliffhangers e ameaças por nenhuma outra razão a não ser a de que ele é o herói. Por outro lado, Cline elogia a série. O mistério da revista foi preservado na série, o herói e o vilão são mascarados. Este fato emprestou uma ambigüidade do ponto de vista dos outros personagens que também preservou o material de origem, por isso "para o público o resultado era perfeitamente compatível e um deleite puro".

## Capítulos
1. The Doomed City
2. The Shadow Attacks
3. The Shadow's Peril
4. In the Tiger's Lair
5. Danger Above
6. The Shadow's Trap
7. Where Horror Waits
8. The Shadow Rides the Rails
9. The Devil in White
10. The Underground Trap
11. Chinatown Night
12. Murder by Remote Control
13. Wheels of Death
14. The Sealed Room
15. The Shadow's Net Closes

Fonte:

## Seriado no Brasil
The Shadow, sob o título A Sombra do Terror, foi aprovado pela censura brasileira, de acordo com o Diário Oficial da União, em 7 de agosto de 1940, sendo portanto provável que o seriado tenha estreado no país em 1940.